# Premi a l'MVP de l'NBA
El Premi a l'MVP de l'NBA (o simplement MVP, inicials de Most Valuable Player Award) és un premi anual que l'NBA atorga des del 1956. El guanyador rep el Trofeu Maurice Podoloff, anomenat així en honor del primer comissionat de l'NBA. La votació per l'MVP té lloc just en acabar la temporada regular de l'NBA. Fins a la temporada 1979-80, l'MVP era seleccionat a partir del vot dels jugadors de la lliga, però a partir de la temporada següent, els votants passaren a ser periodistes i locutors de ràdio i televisió dels Estats Units i del Canadà: cadascun pot escollir cinc jugadors, donant al primer 10 punts, al segon 7, al tercer 5, al quart 3 i al cinquè 1 punt. A més a més, a partir del 2010, el públic també participa en la votació a través d'internet. El jugador amb més punts és qui guanya el premi.
Kareem Abdul-Jabbar (membre del Basketball Hall of Fame) va guanyar el premi sis vegades. Bill Russell i Michael Jordan l'han guanyat cinc vegades, mentre que Wilt Chamberlain el va guanyar quatre vegades. D'altra banda, només dos rookies han guanyat l'MVP: Chamberlain (el 1960) i Wes Unseld (el 1969). Hakeem Olajuwon (Nigèria), Tim Duncan (Illes Verges dels Estats Units), Steve Nash (Canadà), Dirk Nowitzki (Alemanya) i Iannis Adetokunbo (Grècia) són els únics guanyadors de l'MVP que no varen néixer als Estats Units.

## Guanyadors

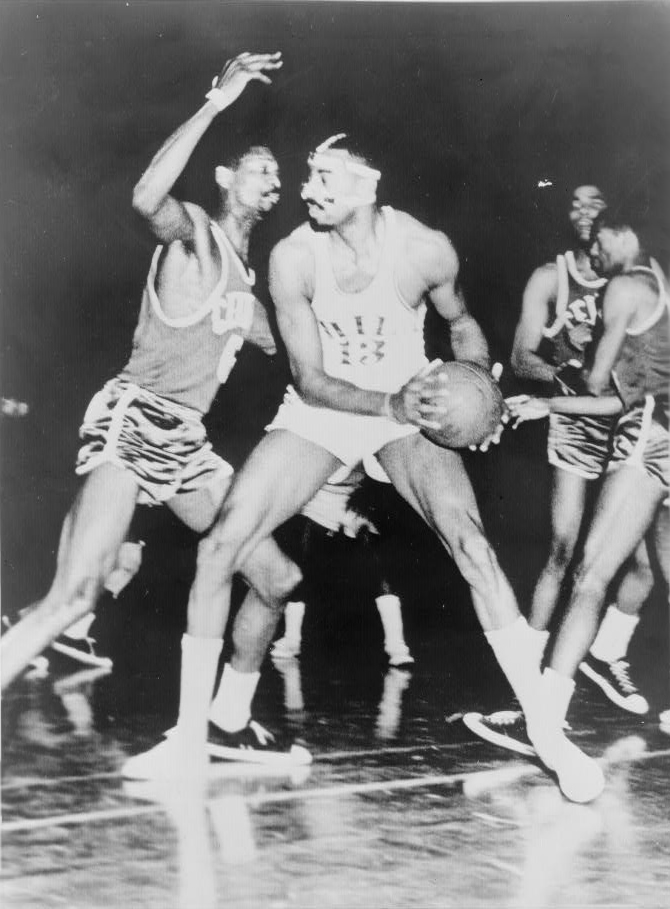
Wilt Chamberlain (dreta) iBill Russell (esquerra) van guanyar l'MVP quatre cops cadascun.

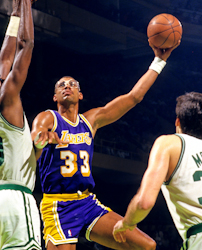
Kareem Abdul-Jabbar va guanyar el premi 6 cops, rècord en la història de l'NBA.

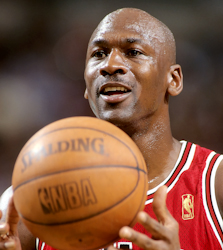
Michael Jordan va guanyar el premi 5 cops.

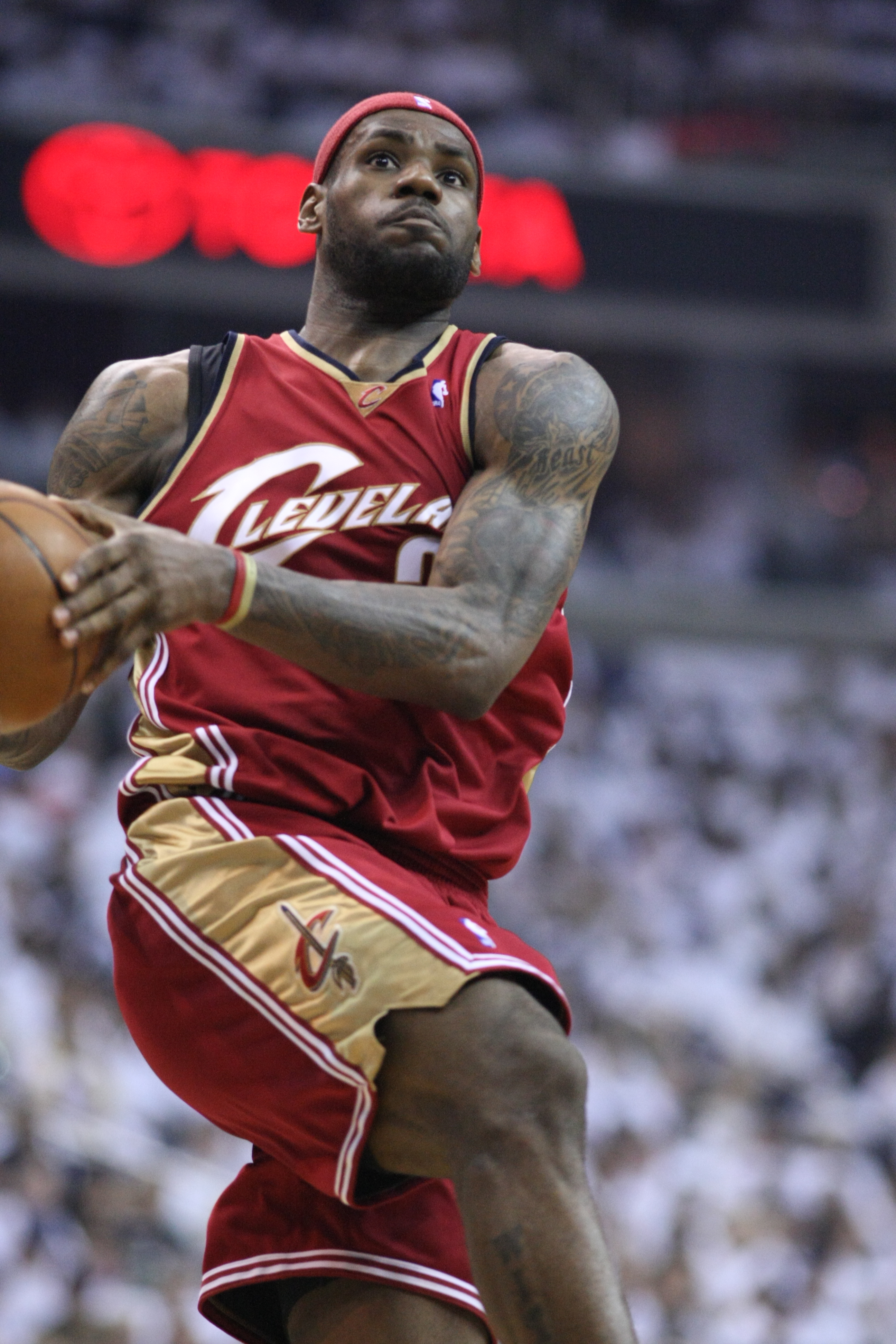
Lebron James ha guanyat el premi 4 cops.

| ^           | Jugador en actiu                  |
| *           | Elegit al Basketball Hall of Fame |
| Jugador (X) | Cops que ha guanyat l'MVP         |

| Temporada | Jugador                     | Nacionalitat    | Equip                  |
| --------- | --------------------------- | --------------- | ---------------------- |
| 1955-56   | Bob Pettit*                 | Estats Units    | St. Louis Hawks        |
| 1956-57   | Bob Cousy*                  | Estats Units    | Boston Celtics         |
| 1957-58   | Bill Russell*               | Estats Units    | Boston Celtics         |
| 1958-59   | Bob Pettit* (2)             | Estats Units    | St. Louis Hawks        |
| 1959-60   | Wilt Chamberlain*           | Estats Units    | Philadelphia Warriors  |
| 1960-61   | Bill Russell* (2)           | Estats Units    | Boston Celtics         |
| 1961-62   | Bill Russell* (3)           | Estats Units    | Boston Celtics         |
| 1962-63   | Bill Russell* (4)           | Estats Units    | Boston Celtics         |
| 1963-64   | Oscar Robertson*            | Estats Units    | Cincinnati Royals      |
| 1964-65   | Bill Russell* (5)           | Estats Units    | Boston Celtics         |
| 1965-66   | Wilt Chamberlain* (2)       | Estats Units    | Philadelphia 76ers     |
| 1966-67   | Wilt Chamberlain* (3)       | Estats Units    | Philadelphia 76ers     |
| 1967-68   | Wilt Chamberlain* (4)       | Estats Units    | Philadelphia 76ers     |
| 1968-69   | Wes Unseld*                 | Estats Units    | Baltimore Bullets      |
| 1969-70   | Willis Reed*                | Estats Units    | New York Knicks        |
| 1970-71   | Lew Alcindor*               | Estats Units    | Milwaukee Bucks        |
| 1971-72   | Kareem Abdul-Jabbar* (2)    | Estats Units    | Milwaukee Bucks        |
| 1972-73   | Dave Cowens*                | Estats Units    | Boston Celtics         |
| 1973-74   | Kareem Abdul-Jabbar* (3)    | Estats Units    | Milwaukee Bucks        |
| 1974-75   | Bob McAdoo*                 | Estats Units    | Buffalo Braves         |
| 1975-76   | Kareem Abdul-Jabbar* (4)    | Estats Units    | Los Angeles Lakers     |
| 1976-77   | Kareem Abdul-Jabbar*[b] (5) | Estats Units    | Los Angeles Lakers     |
| 1977-78   | Bill Walton*                | Estats Units    | Portland Trail Blazers |
| 1978-79   | Moses Malone*               | Estats Units    | Houston Rockets        |
| 1979-80   | Kareem Abdul-Jabbar* (6)    | Estats Units    | Los Angeles Lakers     |
| 1980-81   | Julius Erving*              | Estats Units    | Philadelphia 76ers     |
| 1981-82   | Moses Malone* (2)           | Estats Units    | Houston Rockets        |
| 1982-83   | Moses Malone* (3)           | Estats Units    | Philadelphia 76ers     |
| 1983-84   | Larry Bird*                 | Estats Units    | Boston Celtics         |
| 1984-85   | Larry Bird* (2)             | Estats Units    | Boston Celtics         |
| 1985-86   | Larry Bird* (3)             | Estats Units    | Boston Celtics         |
| 1986-87   | Magic Johnson*              | Estats Units    | Los Angeles Lakers     |
| 1987-88   | Michael Jordan              | Estats Units    | Chicago Bulls          |
| 1988-89   | Magic Johnson* (2)          | Estats Units    | Los Angeles Lakers     |
| 1989-90   | Magic Johnson* (3)          | Estats Units    | Los Angeles Lakers     |
| 1990-91   | Michael Jordan (2)          | Estats Units    | Chicago Bulls          |
| 1991-92   | Michael Jordan (3)          | Estats Units    | Chicago Bulls          |
| 1992-93   | Charles Barkley*            | Estats Units    | Phoenix Suns           |
| 1993-94   | Hakeem Olajuwon*            | Estats Units[c] | Houston Rockets        |
| 1994-95   | David Robinson*             | Estats Units    | San Antonio Spurs      |
| 1995-96   | Michael Jordan (4)          | Estats Units    | Chicago Bulls          |
| 1996-97   | Karl Malone                 | Estats Units    | Utah Jazz              |
| 1997-98   | Michael Jordan (5)          | Estats Units    | Chicago Bulls          |
| 1998-99   | Karl Malone (2)             | Estats Units    | Utah Jazz              |
| 1999-00   | Shaquille O'Neal            | Estats Units    | Los Angeles Lakers     |
| 2000-01   | Allen Iverson               | Estats Units    | Philadelphia 76ers     |
| 2001-02   | Tim Duncan                  | Estats Units[d] | San Antonio Spurs      |
| 2002-03   | Tim Duncan (2)              | Estats Units[d] | San Antonio Spurs      |
| 2003-04   | Kevin Garnett               | Estats Units    | Minnesota Timberwolves |
| 2004-05   | Steve Nash                  | Canadà          | Phoenix Suns           |
| 2005-06   | Steve Nash (2)              | Canadà          | Phoenix Suns           |
| 2006-07   | Dirk Nowitzki               | Alemanya        | Dallas Mavericks       |
| 2007-08   | Kobe Bryant                 | Estats Units    | Los Angeles Lakers     |
| 2008-09   | LeBron James^               | Estats Units    | Cleveland Cavaliers    |
| 2009-10   | LeBron James^ (2)           | Estats Units    | Cleveland Cavaliers    |
| 2010-11   | Derrick Rose^               | Estats Units    | Chicago Bulls          |
| 2011-12   | LeBron James^ (3)           | Estats Units    | Miami Heat             |
| 2012-13   | LeBron James^ (4)           | Estats Units    | Miami Heat             |
| 2013-14   | Kevin Durant^               | Estats Units    | Oklahoma City Thunder  |
| 2014-15   | Stephen Curry^              | Estats Units    | Golden State Warriors  |
| 2015-16   | Stephen Curry^ (2)          | Estats Units    | Golden State Warriors  |
| 2016-17   | Russell Westbrook^          | Estats Units    | Oklahoma City Thunder  |
| 2017-18   | James Harden^               | Estats Units    | Houston Rockets        |
| 2018-19   | Iannis Adetokunbo^          | Grècia          | Milwaukee Bucks        |
| 2019-20   | Iannis Adetokunbo^ (2)      | Grècia          | Milwaukee Bucks        |
| 2020-21   | Nikola Jokić                | Sèrbia          | Denver Nuggets         |
| 2021-22   | Nikola Jokić                | Sèrbia          | Denver Nuggets         |
| 2022-23   | Joel Embiid                 | Camerun         | Philadelphia 76ers     |
| 2023-24   | Nikola Jokić                | Sèrbia          | Denver Nuggets         |
| 2024-25   | Shai Gilgeous-Alexander     | Canadà          | Oklahoma City Thunder  |

## Guanyadors més d'un cop
| Premis | Jugador               | Equip(s)                                           | Anys                               |
| ------ | --------------------- | -------------------------------------------------- | ---------------------------------- |
| 6      | Kareem Abdul-Jabbar   | Milwaukee Bucks (3) / Los Angeles Lakers (3)       | 1971, 1972, 1974, 1976, 1977, 1980 |
| 5      | Michael Jordan        | Chicago Bulls                                      | 1988, 1991, 1992, 1996, 1998       |
| 5      | Bill Russell          | Boston Celtics                                     | 1958, 1961, 1962, 1963, 1965       |
| 4      | Wilt Chamberlain      | Philadelphia Warriors (1) / Philadelphia 76ers (3) | 1960, 1966, 1967, 1968             |
| 4      | LeBron James          | Cleveland Cavaliers (2) / Miami Heat (2)           | 2009, 2010, 2012, 2013             |
| 3      | Larry Bird            | Boston Celtics                                     | 1984, 1985, 1986                   |
| 3      | Magic Johnson         | Los Angeles Lakers                                 | 1987, 1989, 1990                   |
| 3      | Nikola Jokić          | Denver Nuggets                                     | 2021, 2022, 2024                   |
| 3      | Moses Malone          | Houston Rockets (2) / Philadelphia 76ers (1)       | 1979, 1982, 1983                   |
| 2      | Giannis Antetokounmpo | Milwaukee Bucks                                    | 2019, 2020                         |
| 2      | Stephen Curry         | Golden State Warriors                              | 2015, 2016                         |
| 2      | Tim Duncan            | San Antonio Spurs                                  | 2002, 2003                         |
| 2      | Karl Malone           | Utah Jazz                                          | 1997, 1999                         |
| 2      | Steve Nash            | Phoenix Suns                                       | 2005, 2006                         |
| 2      | Bob Pettit            | St. Louis Hawks                                    | 1956, 1959                         |

## Equips
| Premis | Equips                                     | Anys                                                       |
| ------ | ------------------------------------------ | ---------------------------------------------------------- |
| 10     | Boston Celtics                             | 1957, 1958, 1961, 1962, 1963, 1965, 1973, 1984, 1985, 1986 |
| 8      | Los Angeles Lakers                         | 1976, 1977, 1980, 1987, 1989, 1990, 2000, 2008             |
| 7      | Philadelphia 76ers                         | 1966, 1967, 1968, 1981, 1983, 2001, 2023                   |
| 6      | Chicago Bulls                              | 1988, 1991, 1992, 1996, 1998, 2011                         |
| 5      | Milwaukee Bucks                            | 1971, 1972, 1974, 2019, 2020                               |
| 4      | Houston Rockets                            | 1979, 1982, 1994, 2018                                     |
| 3      | Denver Nuggets                             | 2021, 2022, 2024                                           |
| 3      | Philadelphia / Golden State Warriors       | 1960, 2015, 2016                                           |
| 3      | Oklahoma City Thunder                      | 2014, 2017, 2025                                           |
| 3      | Phoenix Suns                               | 1993, 2005, 2006                                           |
| 3      | San Antonio Spurs                          | 1995, 2002, 2003                                           |
| 2      | St. Louis Hawks (now Atlanta Hawks)        | 1956, 1959                                                 |
| 2      | Cleveland Cavaliers                        | 2009, 2010                                                 |
| 2      | Miami Heat                                 | 2012, 2013                                                 |
| 2      | Utah Jazz                                  | 1997, 1999                                                 |
| 1      | Baltimore Bullets (now Washington Wizards) | 1969                                                       |
| 1      | Buffalo Braves (now Los Angeles Clippers)  | 1975                                                       |
| 1      | Cincinnati Royals (now Sacramento Kings)   | 1964                                                       |
| 1      | Dallas Mavericks                           | 2007                                                       |
| 1      | Minnesota Timberwolves                     | 2004                                                       |
| 1      | New York Knicks                            | 1970                                                       |
| 1      | Portland Trail Blazers                     | 1978                                                       |
| 0      | Brooklyn Nets                              | Cap                                                        |
| 0      | Charlotte Hornets                          | Cap                                                        |
| 0      | Detroit Pistons                            | Cap                                                        |
| 0      | Indiana Pacers                             | Cap                                                        |
| 0      | Memphis Grizzlies                          | Cap                                                        |
| 0      | New Orleans Pelicans                       | Cap                                                        |
| 0      | Orlando Magic                              | Cap                                                        |
| 0      | Toronto Raptors                            | Cap                                                        |